# Blacus verticalis
Blacus verticalis är en stekelart som beskrevs av Vladimir Ivanovich Tobias 1987. Blacus verticalis ingår i släktet Blacus och familjen bracksteklar. Inga underarter finns listade.